# Plainville (Oise)
Plainville – miejscowość i gmina we Francji, w regionie Hauts-de-France, w departamencie Oise.
Według danych na rok 1990 gminę zamieszkiwały 124 osoby, a gęstość zaludnienia wynosiła 29 osób/km² (wśród 2293 gmin Pikardii Plainville plasuje się na 873 miejscu pod względem liczby ludności, natomiast pod względem powierzchni na miejscu 942).